# Hristo Janev
Hristo Angelov Janev (in bulgaro Христо Ангелов Янев?; Kazanlăk, 4 maggio 1979) è un allenatore di calcio ed ex calciatore bulgaro, di ruolo ala, attuale tecnico del Minjor Pernik.

## Carriera

### Club
Durante la sua carriera ha giocato con varie squadre di club, tra cui il Litex Loveč, in cui si è trasferito nel 2009.

### Nazionale
Con la Nazionale bulgara conta 11 presenze e 3 reti.

## Palmarès

### Giocatore

#### Competizioni nazionali
- Campionato bulgaro: 4

CSKA Sofia: 2002-2003, 2004-2005
Liteks Loveč: 2009-2010, 2010-2011
- Coppa di Bulgaria: 1

CSKA Sofia: 2005-2006
- Supercoppa di Bulgaria: 1

Liteks Loveč: 2010

### Allenatore

#### Competizioni nazionali
- Coppa di Bulgaria: 1

CSKA Sofia: 2015-2016